# Stade Robert Diochon
Stade Robert Diochon este un stadion din Le Petit-Quevilly, Franța. Este folosit în prezent pentru meciuri de fotbal și este stadionul pe care joacă meciurile de pe teren propriu atât FC Rouen, cât și US Quevilly-Rouen. Stadionul are o capacitate de 12.018 spectatori.

## Legătură externă
- Informații despre stadion Arhivat în 10 aprilie 2016, la Wayback Machine.